# Тарпиу (Клуж)
Тарпиу (рум. Tărpiu) насеље је у Румунији у округу Клуж у општини Жикишу Де Жос. Oпштина се налази на надморској висини од 350 m.

## Становништво
Према подацима из 2002. године у насељу је живело 130 становника, од којих су сви румунске националности.